# Placorhynchidae
Famille
Les Placorhynchidae sont une famille de vers plats aquatiques de l'ordre des Rhabdocoela (infra-ordre des Eukalyptorhynchia et sous-ordre des Kalyptorhynchia).

## Systématique
Le nom valide complet (avec auteur) de ce taxon est Placorhynchidae Meixner, 1938.

### Liste des genres
Selon la base de données World Register of Marine Species (29 décembre 2023), la famille des Placorhynchidae regroupe les genres suivants :
- Chlamydorhynchus Evdonin, 1977
- Clyporhynchus Karling, 1947
- Harsa Marcus, 1951
- Neoplacorhynchus Evdonin, 1977
- Oneppus Marcus, 1952
- Placorhynchus Karling, 1931